# Marc Van de Mieroop

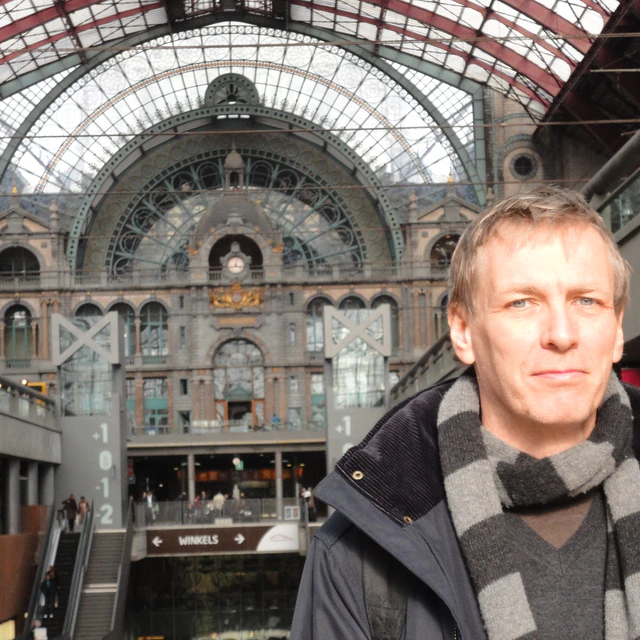
Marc Van de Mieroop, 2020

Marc Van de Mieroop (* 22. Oktober 1956) ist ein belgischer Altorientalist.
Van de Mieroop studierte bis 1978 an der Katholieke Universiteit Leuven, um dann 1980 an der Yale University seinen Master-Abschluss und drei Jahre später seine Promotion zu erhalten. Seit 1996 ist er Professor für Altorientalische Geschichte an der Columbia University in New York. Er ist vor allem für seine umfassenden und konzisen Geschichtsdarstellungen bekannt.

## Veröffentlichungen
- The Ancient Mesopotamian City. Oxford University Press, Oxford 1999, ISBN 0-19-815286-8.
- A History of the Ancient Near East. Ca. 3000–323 BC. Blackwell, Oxford 2003, ISBN 0-631-22552-8.
- King Hammurabi of Babylon. A Biography. Blackwell, Oxford 2005, ISBN 1-4051-2660-4.
- A history of ancient Egypt. Wiley & Blackwell, Oxford 2010, ISBN 978-1-119-62087-7.
- The Practice of Ancient Near Eastern History - Opera Minora (Alter Orient und Altes Testament 400), Ugarit Verlag, Münster 2022, ISBN 978-3-86835-336-5.